# إلبيرت ويست
إلبيرت ويست (بالإنجليزية: Elbert West)‏ هو مغن مؤلف أمريكي، ولد في 15 يوليو 1967، وتوفي في 18 مايو 2015.

## وصلات خارجية
- إلبيرت ويست على موقع ميوزك برينز (الإنجليزية)
- إلبيرت ويست على موقع ديسكوغز (الإنجليزية)